# 연춘
연춘은 아산시에 있는 역사적인 식당이다. 1936년부터 운영되어 왔으며, 설립 이후 같은 가족이 운영하고 있다. 장어구이를 전문으로 한다. 2012년 한 책에서는 이 식당을 대한민국에서 18번째로 오래된 식당으로 평가했다.
이 식당은 처음에는 광흥루로 설립되었다. 처음에는 한국 요리 전체에 중점을 두었다. 1945년 광복 이후 장어구이를 전문으로 하기 시작했다. 이는 부분적으로 인근 신정호에 많은 장어가 있었기 때문이다. 식당은 1957년에 "연춘"으로 이름을 바꾸었고, 1976년에 현재의 이름을 얻었다.
이 식당은 박정희와 김영삼 전 대통령이 방문했던 것으로 알려져 있다.

## 같이 보기
- 대한민국에서 가장 오래된 식당 목록